# Peacehaven
Peacehaven ist eine Küstenstadt und zugleich eine Gemeinde (Civil Parish) mit knapp 15.000 Einwohnern im Lewes District der Grafschaft East Sussex im Südosten Englands.

## Geographie

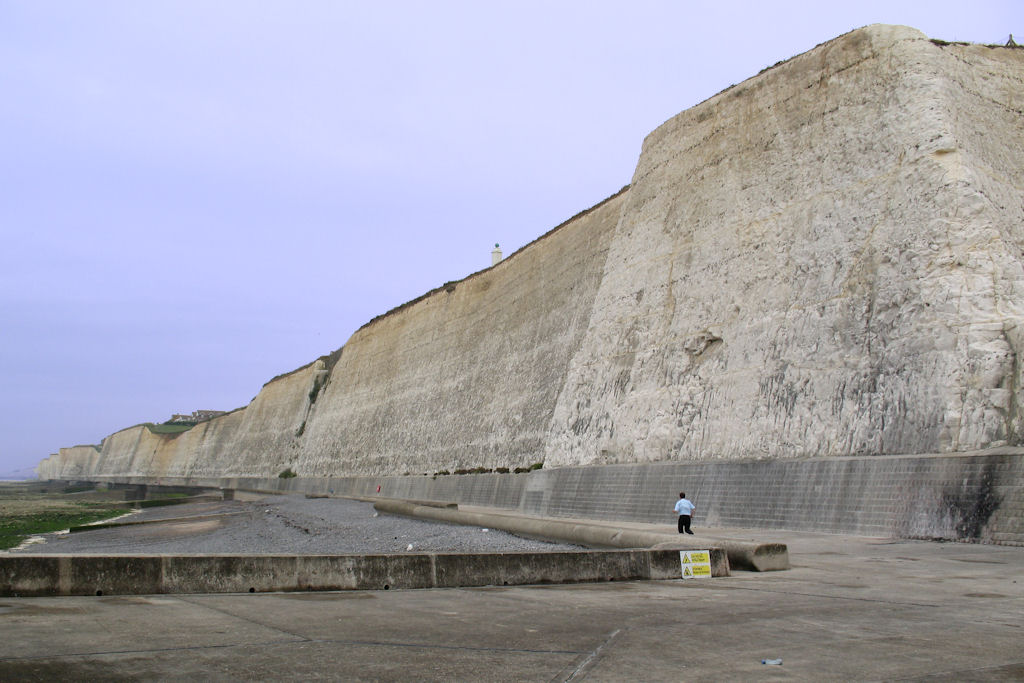
Klippen bei Peacehaven, oben das Meridian-Denkmal

Peacehaven liegt an der Küste des Ärmelkanals, ungefähr 10 Kilometer östlich von Brighton und 18 Kilometer westlich von Eastbourne, in der Landschaft South Downs. Durch das Gebiet der Gemeinde verläuft der Nullmeridian. Die Ortschaft selbst liegt rund 40 Meter oberhalb des Meeresspiegels und grenzt im Süden an den oberen Rand der Kreideklippen, die hier die Küstenlinie markieren. Diese sowie der vorgelagerte Strand fallen in den Bereich des als Site of Special Scientific Interest ausgewiesenen Naturschutzgebietes Brighton to Newhaven Cliffs, kleinere, unbebaute Flächen im Nordosten der Gemeinde in den Nationalpark South Downs. Die Einwohnerzahl lag zum Zeitpunkt der Volkszählung 2011 bei 14.067, die Gemarkungsfläche beträgt 5,19 Quadratkilometer. Benachbarte Gemeinden sind Newhaven im Osten, Piddinghoe im Norden sowie Telscombe im Westen. Mit letzterer ist Peacehaven baulich zusammengewachsen.

## Geschichte
Peacehaven wurde 1914 auf dem Gebiet der Gemeinde Piddinghoe durch den Unternehmer Charles Neville gegründet, der die Absicht hatte, eine küstennahe Gartenstadt zu erschaffen. Weil sich an dieser Stelle zeitweilig ein ANZAC-Lager befunden hatte, wurde der Ort ursprünglich New Anzac-on-Sea genannt. Nach der Schlacht von Gallipoli wurde dieser Name als nicht mehr geeignet empfunden, und ein Zeitungswettbewerb fand einen neuen Namen für die Siedlung. Die Tageszeitung Daily Express verklagte Neville wegen des Wettbewerbs und bezeichnete ihn als Schwindel, bei dem „kostenlose“ Grundstücke in der Stadt als zweite Preise versprochen, dann aber nur gegen Zahlung einer Übertragungsgebühr tatsächlich ausgehändigt würden. Obwohl die Zeitung den Fall gewann, nutzte die kostenlose Werbung auch Peacehaven.
1929 wurde Peacehaven von Piddinghoe getrennt und bildet seither eine eigene Gemeinde.

## Bauwerke

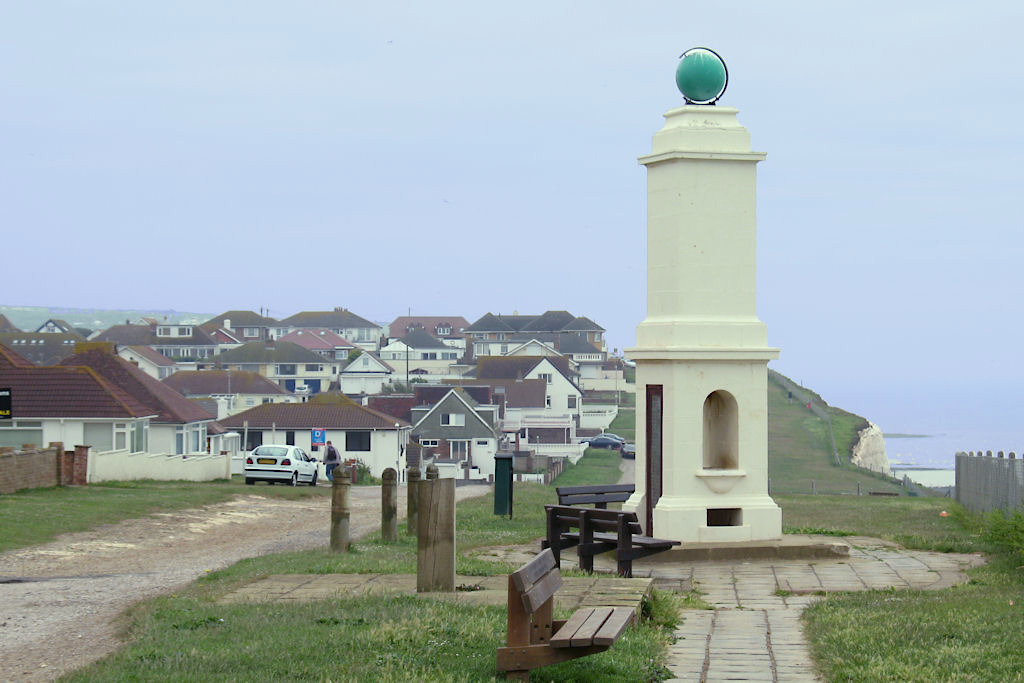
Denkmal am Meridian

Zwei Bauwerke und Anlagen auf dem Gemeindegebiet werden als kulturhistorisch bedeutsam eingestuft. Dies sind eine ehemalige Schäferhütte als Listed Building in der Kategorie II sowie ein Hügelgrab als Scheduled Monument.
Unmittelbar an der Kante der Klippen wurde 1936 ein Denkmal errichtet, welches den Punkt markiert, an dem der Nullmeridian von Greenwich das britische Festland verlässt. Es sollte ursprünglich auch dem 25-jährigen Thronjubiläum von König Georg V. gewidmet werden. Dieser verstarb jedoch noch während der Planungsphase, daher erinnert es an den Monarchen an sich. Als sich durch fortschreitende Erosion der Rand der Klippen dem Denkmal bedrohlich genähert hatte, wurde es in den 1960er Jahren um neun sowie 1981 um weitere gut sieben Meter nach innen versetzt.

## Städtepartnerschaften
Peacehaven unterhält Städtepartnerschaft mit Isernhagen in Niedersachsen und mit der französischen Gemeinde Épinay-sous-Sénart.